# جيمي غينز
جيمي غينز (بالإنجليزية: Jimmy Gaines)‏ هو لاعب كرة قدم أمريكية أمريكي، ولد في 11 مايو 1993 في Getzville, New York ‏ في الولايات المتحدة.

## وصلات خارجية
- جيمي غينز على موقع مرجع كرة القدم المحترفة.كوم (الإنجليزية)